# Lophodermium leptothecium
Lophodermium leptothecium är en svampart som beskrevs av Speg. 1885. Lophodermium leptothecium ingår i släktet Lophodermium och familjen Rhytismataceae.   Inga underarter finns listade i Catalogue of Life.